# Lago Pleščeevo
Il lago Pleščeevo (in russo Плещеево озеро / Pleščeevo ozero) è uno dei laghi naturali più grandi della Russia centrale e si trova a circa 140 chilometri a nord-est di Mosca, nell'oblast' di Jaroslavl'. Grazie alla sua posizione panoramica e alla grande importanza del suo biotopo, il lago e i suoi dintorni godono dello status di parco nazionale. Sulla sponda sud-orientale del lago, intorno all'estuario del Trubež, si trova l'antica città russa di Pereslavl'-Zalesskij, che fa parte dell'Anello d'Oro.

## Geografia
Il lago, che copre una superficie di 5080 ettari ed è di forma quasi ovale, si creò circa 30.000 anni fa in seguito allo scioglimento dei ghiacciai. Misura 9,55 km di lunghezza e 6,7 km di larghezza massima ed è alimentato per circa la metà da sorgenti d'acqua sotterranee, nonché dallo scioglimento delle nevi. Il Pleščeevo gela da novembre ad aprile. Le sue acque ospitano numerose specie di pesci pregiati, tra cui il Coregonus albula (noto in passato come «aringa dello Zar» e molto apprezzato come prelibatezza, ancora oggi raffigurato sullo stemma cittadino di Pereslavl'-Zalesskij), il pesce persico, l'acerina, la bottatrice, il luccio e varie specie di ciprinidi.
L'insediamento urbano più grande che si affaccia sul lago è la città di Pereslavl'-Zalesskij, fondata nel 1152. Nel Medioevo sorgeva nella zona un grande villaggio di pescatori, che riforniva anche la corte dello zar con i pesci del lago, in particolare con le «aringhe dello Zar» citate prima. Questo villaggio di pescatori, che nel frattempo è diventato un quartiere storico di Pereslavl', è rimasto intatto fino ad oggi ed è ancora in parte abitato da pescatori. Il lago Pleščeevo acquisì ulteriore fama storica quando Pietro il Grande vi fece costruire una flotta nel 1692 - la cosiddetta «flotta giocattolo», che fu utilizzata come prova per la Marina imperiale russa successivamente costruita dallo stesso Pietro il Grande. Una barca costruita dallo stesso Pietro appartenente a questa mini-flotta dell'epoca, la cosiddetta Botik (in russo Ботик), è esposta ancora oggi in un museo di Pereslavl'.

## Il parco nazionale del lago Pleščeevo
Un'area di quasi 24.000 ettari, comprendente il lago e parte del paesaggio circostante, è stata designata come parco nazionale il 26 settembre 1988. Il parco è costituito da 15.000 ettari di foresta e da 6000 ettari di acque interne, che comprendono sia lo stesso lago che i fiumi e le paludi circostanti.
Il parco nazionale ospita centinaia di specie vegetali, 35 delle quali presenti sulla Lista Rossa russa delle specie minacciate. Inoltre offre rifugio a circa 60 specie di mammiferi - tra cui il cervo, il capriolo, lo scoiattolo volante della Russia, la lontra e il toporagno minimo - e ad oltre 210 specie di uccelli, come l'airone cenerino, l'oca selvatica, il cigno selvatico, il tarabuso, il gufo di palude e la gru. Altre specie, come la lince o il desman muschiato, si incontrano solo raramente o sono ormai del tutto scomparse all'interno del parco. Dal punto di vista della conservazione, il lago stesso ha sofferto in modo massiccio a causa del turismo di massa, in seguito all'aumento e allo sviluppo delle strutture per il windsurfing.

## Galleria d'immagini

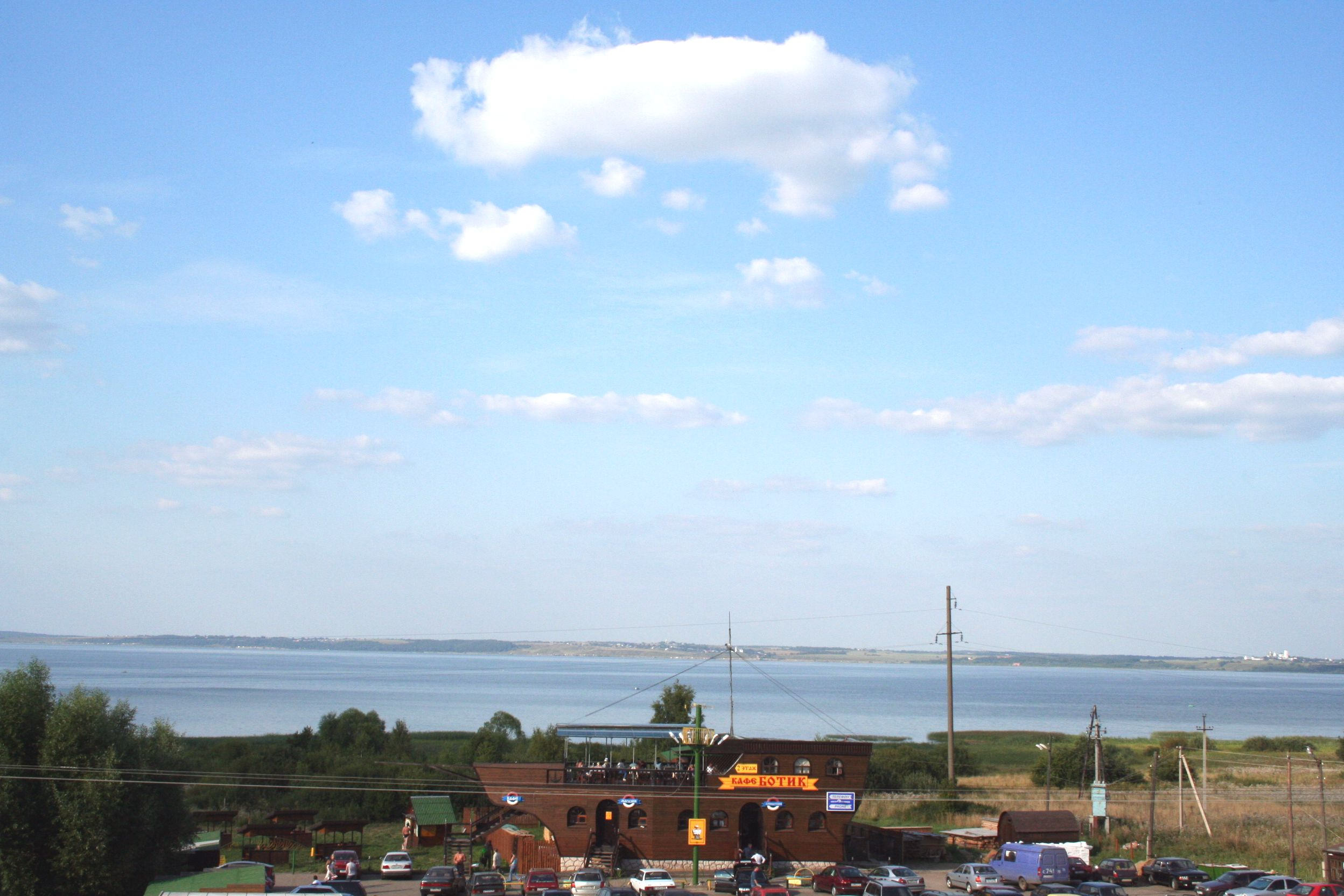
Il lago nell'area urbana di Pereslavl'
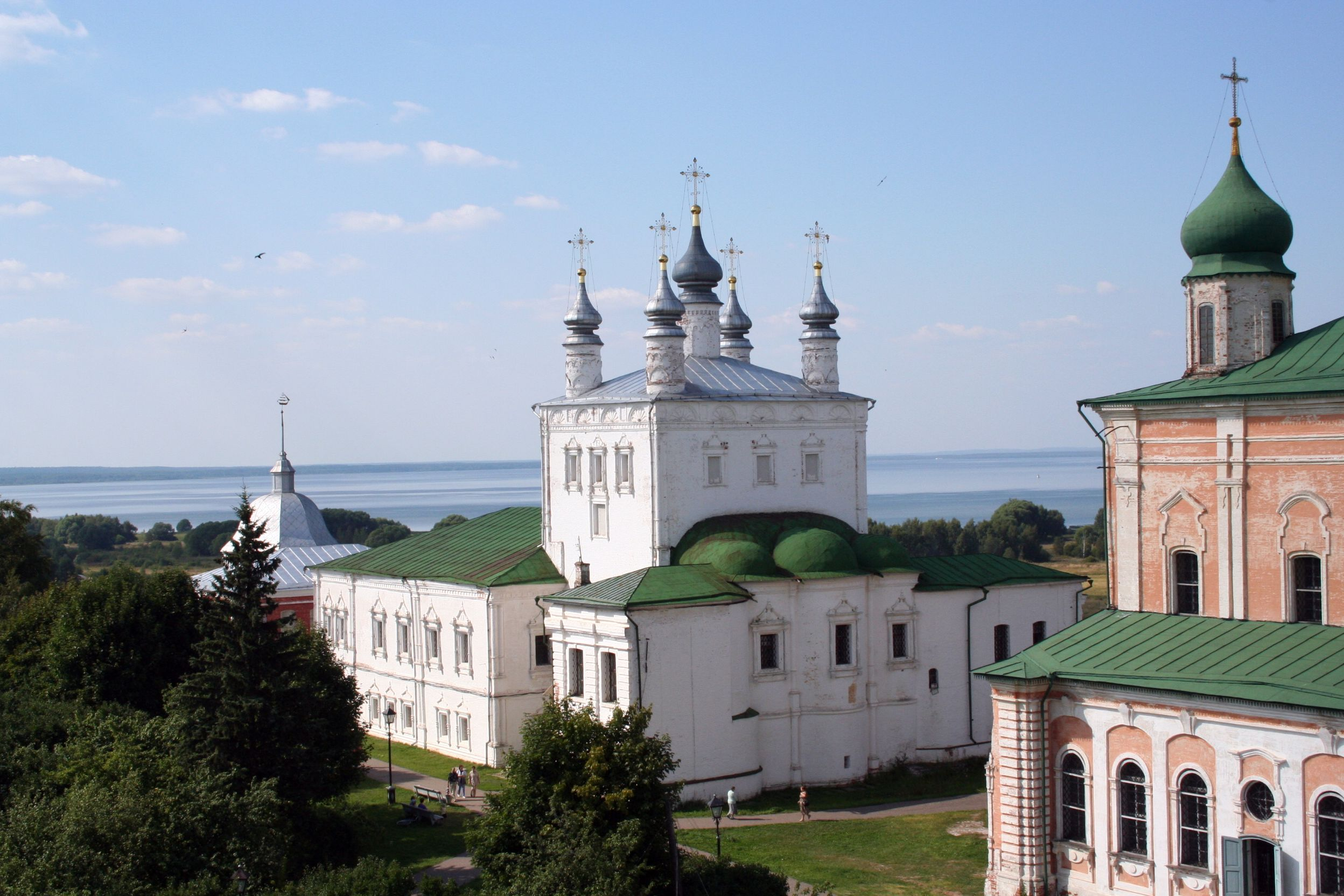
Il monastero Gorickij sulla riva del lago
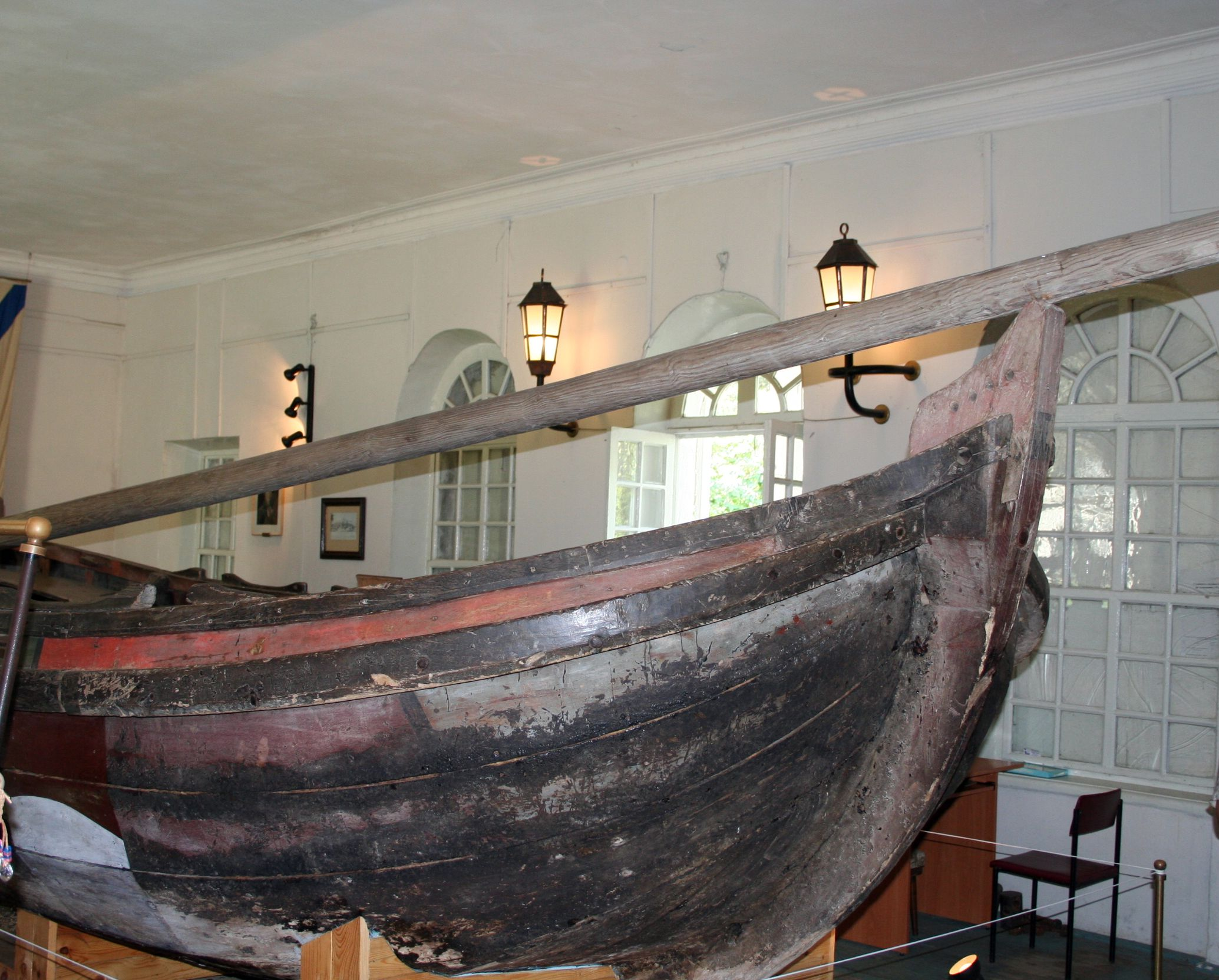
La Botik di Pietro il Grande